# Fiat-SPA AS42 Sahariana
Fiat-SPA AS42 «Sahariana» или SPA-Viberti AS42 — итальянская боевая разведывательная машина времен Второй мировой войны.

## История
Наиболее важным и ключевым для Италии, вступившей во Вторую мировую войну в 1940 году, был Североафриканский фронт. Условия пустыни требовали для ведения боев, разведки и прочих действий в тылу врага специальных транспортных средств. Имея неплохой задел по бронеавтомобилям Aitoblinda 40/41 в 1941 году компании Fiat, Viberti и SPA начали совместную разработку такой машины.
Новый специальный автомобиль получил полный привод, но с управлением только передних колес. Моторный отсек располагался в задней части кузова. На стенках кузова крепились до 24 канистр с топливом, из-за чего запас хода машины значительно увеличивался. Большой полуоткрытый и небронированный кузов имел складное ветровое стекло и позволял размещать различные легкие орудия, в том числе и автоматические, пулемёты различного калибра и боеприпасы к ним. В вариантах на AS42 могли устанавливать:
- Breda mod.37 — станковый пулемёт калибром 13,2 мм.
- Solothurn S-18/1000 — противотанковое ружьём калибром 20 мм.
- Breda 20/65 Mod. 1935 — 20-мм автоматическое орудие.
- Cannone 47/32 Mod 35 — 47-мм полуавтоматическое противотанковое орудие.

Такое вооружение могло быть как одиночным, так и смешанным.

## Боевое применение
AS42 использовались с 1942 года в основном в Северной Африке, участвовали в боях в Тунисе. Некоторое количество машин осталось в самой Италии и летом 1943 года использовалось для боевых действий против высадки союзников на Сицилию, а позже и в борьбе против немецкой оккупации страны. После создания на севере Италии прогерманского государства Итальянской Социальной Республики некоторая часть AS42 была принята на вооружение армией этого марионеточного государства.
Точное количество произведенных экземпляров неизвестно. По одним данным 80 единиц, по другим 96. Машины этого типа зарекомендовали себя отлично в условиях пустынной местности. Хотя «броня» из топливных баков и представляла из себя существенную угрозу в случае боя. Однако, открытый кузов позволял легко покинуть подбитую машину.
Уцелевшие после войны AS42 продолжили службу в полиции до начала 50-х годов.